# 兵庫県道198号東灘停車場線
兵庫県道198号東灘停車場線（ひょうごけんどう198ごう ひがしなだていしゃじょうせん）は、兵庫県神戸市灘区を通る一般県道である。

## 概要
神戸市灘区灘北通5丁目から神戸市灘区灘南通3丁目に至る。

### 路線データ
- 起点：神戸市灘区灘北通5丁目（JR西日本東海道本線 摩耶駅（旧：東灘貨物駅）前）
- 終点：神戸市灘区灘南通3丁目（船寺交差点、国道2号交点）

## 地理

### 通過する自治体
- 神戸市（灘区）

### 交差する道路
| 交差する道路           | 交差する場所 | 交差する場所      |
| ---------------------- | ------------ | ----------------- |
| 国道2号 国道171号 重複 | 灘南通3丁目  | 船寺交差点 / 終点 |

### 交差する鉄道
- 東海道本線

### 沿線
- JR西日本東海道本線 摩耶駅（旧：東灘貨物駅）
- 神戸市立西灘小学校
- 神戸市立原田中学校